# Gotsé Deltchev (ville)
Pour les articles homonymes, voir Gotsé Deltchev (homonymie).
Gotsé Deltchev (en bulgare : Гоце Делчев, translittération internationale : Goce Delčev) est une ville située dans l'extrémité sud-ouest de la Bulgarie, près de la rivière Mesta et de la frontière avec la Grèce. Centre administratif de la municipalité de Gotsé Delchev, la ville s'est appelée Nevrokop jusqu'en 1951.

## Géographie
Gotsé Deltchev se trouve dans une région montagneuse, à 200 km de la capitale Sofia et à 97 km du chef-lieu du département Blagoevgrad.

## Personnalités liées à la commune
- Daniel Naumov (1998-), footballeur bulgare né à Gotsé Deltchev.

## Musée
Le musée de Gotsé Deltchev expose une charrette romaine trouvée dans la région. Les artefacts de la ville romaine de Nicopolis ad Nestum y sont également exposés.